# Dirk Bikkembergs

Die Logos der drei Bikkembergs-Marken (bis 2012)

Dirk Bikkembergs (* 2. Januar 1959 in Köln) ist ein belgischer Modedesigner und Gründer der Modemarke Bikkembergs.
Bikkembergs war seit Ende der 1990er Jahre bekannt dafür, Elemente aus der Welt des Fußballs bzw. des Sports in seine Mode, welche seit Ende der 1980er Jahre unter seinem Namen auf dem Markt ist, einfließen zu lassen. Ab 2011 war das ehemals belgische Unternehmen von Dirk Bikkembergs im Besitz seines ehemaligen Schuh-Lizenznehmers, Zeis Excelsa, aus Italien. 2012 zog sich der Firmengründer zurück. Seit Mitte 2015 ist ein chinesisches Modeunternehmen aus Guangzhou Hauptaktionär bei Bikkembergs.

## Karriere

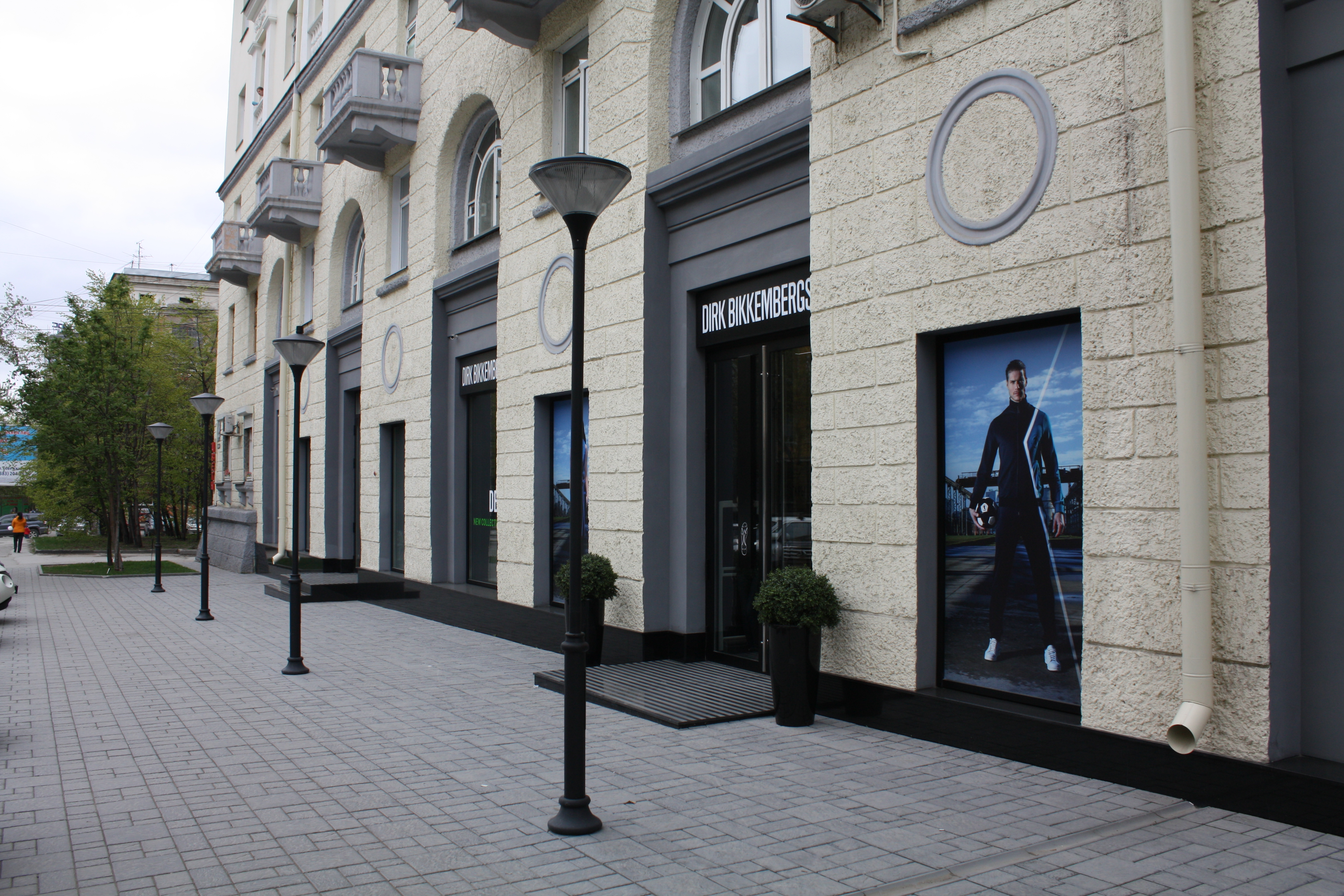
Bikkembergs-Ladengeschäft in Nowosibirsk, 2016

Dirk Bikkembergs wurde als Sohn eines belgischen Vaters und einer deutschen Mutter in Köln geboren. Nach seinem Abitur begann er ein Studium an der Königlichen Akademie der Schönen Künste (Koninklijke Academie voor Schone Kunsten van Antwerpen) in Antwerpen in Belgien, das er 1982 abschloss. Er und fünf weitere belgische Modedesign-Absolventen – Ann Demeulemeester, Dries Van Noten, Dirk van Saene, Walter Van Beirendonck und Marina Yee – wurden als die Antwerp Six bekannt, eine Gruppe von Avantgarde-Modeschöpfern, die Antwerpen zu einem angesehenen Standort des Modedesign aufbauten.
Nachdem Bikkembergs für einige belgische Modefirmen gearbeitet hatte, begann er seine eigentliche Karriere mit einer Schuhkollektion in Zusammenarbeit mit einem belgischen Schuhhersteller, die er in 1986 bei der British Designer Show in London mit den Antwerp Six vorstellte. Der Stil der Schuhe wurde sein Markenzeichen. Noch 1985 hatte Bikkembergs den Nachwuchspreis Cantte d'Or (Goldenes Spinnrad) des belgischen Modeindustrieverbands ITCB gewonnen, den auch die meisten anderen Mitglieder der Antwerp Six erhielten. Mit dem italienischen Textilhersteller Gibo S.p.A. fand Bikkembergs einen Partner im Bereich Mode, lancierte 1987 eine Strickwaren-Kollektion für Männer und zeigte 1988 seine erste komplette Herren-Kollektion unter dem Namen Dirk Bikkembergs bei den Modenschauen in Paris. 1991 gründete er für die Produktion seiner Bekleidungslinien die im Ort Fossombrone (Provinz Pesaro und Urbino) in Italien ansässige Firma 22 s.r.l, von der seither eine Textilfabrik unterhalten wird. 1993 kam die Dirk Bikkembergs Damenkollektion zum Portfolio hinzu. Zunächst wurden die Bikkembergs-Damenmodelle noch in die Herrenmodenschauen integriert, dann wurden sie separat bei den Damenmodenschauen in Paris gezeigt. Im Jahr 1996 wurde die sportliche Zweitlinie Bikkembergs eingeführt.
Spätestens ab Ende der 1990er Jahre wandte sich Bikkembergs von der eleganten Pariser Avantgarde-Mode ab und einer sportlicheren, lässigeren Mode zu. 1998 stellte er seine hochpreisige Dirk Bikkembergs Sport Couture als Hauptlinie in Mailand vor; von da an wurden seine sportlich-schicken Kollektionen für Herren bei den Mailänder Modewochen auf dem Laufsteg vorgeführt. Im Jahr 2000 kam zur Zweitlinie Bikkembergs eine Schuhkollektion in Lizenz-Zusammenarbeit mit dem italienischen Schuhhersteller Zeis Excelsa mit vorwiegend Sneakers hinzu, und eine eigene Jeanskollektion, Bikkembergs Jeans, wurde vorgestellt.
Bikkembergs erhielt 2001 die Erlaubnis, eine Modenschau in einem Fußballstadion (Giuseppe-Meazza-Stadion) zu veranstalten. Die Marke Bikkembergs stand nun auch für Sportmode, die speziell auf den Fußballsport zugeschnitten war, wie Schuhe, Trikots, Trainingsanzüge und andere Sportbekleidung. 2003 (für die Saison 2004) wurde die Damenkollektion bislang zum letzten Mal in Paris gezeigt, danach präsentierte Bikkembergs sie bei den Damenmodenschauen in Mailand und schließlich lediglich ausgewählte Damenmodelle in seinen Männer-Modenschauen bei den Mailänder Herrenmodewochen. Ab 2003 (für die Saison 2004) bot Bikkembergs eine eigene Sportmarke als Nachfolgekollektion für die eingestellte Bikkembergs Jeans Linie an, Bikkembergs Sport. In den Jahren von 2003 bis 2005 war er offizieller Designer für die Kleidung der Spieler von Inter Mailand. Um Sportler außerhalb ihrer sportlichen Verpflichtungen auf seinen eigenen Modenschauen einsetzen zu können, erwarb er 2005 den in einem Stadion neben seinen Fabrikgebäuden spielenden Amateurfußballverein F.C. Fossombrone, der Name wurde auf F.C. Bikkembergs Fossombrone geändert. Die vollständig mit von ihm entworfener Bekleidung ausgerüsteten Spieler testen für ihn die Kleidung und stellen sie auf seinen Modeschauen auch vor. Seit Ende der 2000er Jahre war Bikkembergs lediglich mit der Herrenkollektion Dirk Bikkembergs Sport Couture bei den Mailänder Schauen vertreten, bei denen allerdings auch einzelne Damenmodelle gezeigt wurden.
2006 wurde zwecks Designs, Vermarktung und Lizenzierung der Marke die Gesellschaft Levitas gegründet, die zu 70 % dem langjährigen italienischem Schuh-Lizenznehmer von Bikkembergs, Zeis Excelsa aus Montegranaro, und zu 30 % Dirk Bikkembergs selbst gehörte. 2007 betrug der Umsatz von Bikkembergs ca. 120 Mio. Euro. Allein mit der damals gestarteten Unterwäsche-Linie wurden 7 Mio. Euro verdient. 2009 wurde ein Flagshipstore in Mailand eröffnet.
Mitte 2011 übernahm Zeis Excelsa das finanziell angeschlagene belgische Unternehmen mehrheitlich und führte es fortan über das Tochterunternehmen Levitas. Die von Bikkembergs gegründete niederländische Gesellschaft International Heroes B.V., in deren Eigentum sich die Modemarke Bikkembergs befand, wurde aufgelöst. Im Juli 2011 wurde die Firma Bikkembergs mit Steuerhinterziehungsvorwürfen in Höhe von 111 Mio. Euro konfrontiert, die von 22 s.r.l an die luxemburgische Handelsgesellschaft von Bikkembergs, International Fashion Factors, die den weltweiten Vertrieb der Marke koordiniert, aus Italien nach Luxemburg transferiert worden waren.
Als Unterstützung für Dirk Bikkembergs, welcher zunächst Kreativ-Direktor der Marke blieb, heuerte Zeis Excelsa 2012 die Designer Hamish Morrow für die Herrenmode und Paola Toscano für die Damenmode, die ab Winter 2012 wieder zu einer vollständigen Kollektion ausgebaut wurde, an. In der ersten Herrenkollektion unter dem Südafrikaner Morrow, der sich am Ende der Modenschau Herbst/Winter 2012/2013 auf dem Laufsteg zeigte, fanden sich in einer Abkehr von der sehr sportlichen Sport Couture Linie eher klassische, elegante Outfits unter dem Namen Dirk Bikkembergs Man. Dirk Bikkembergs selbst zog sich noch 2012 aus dem von ihm gegründeten Unternehmen zurück.
2012 existierten weltweit 32 von Partnern betriebene Bikkembergs-Boutiquen, bspw. in Mailand, Verona, Nizza, Cannes und Barcelona, sowie Shops-in-Shop, wovon die Mehrzahl erst im Jahr 2011 eröffnet worden war. Zeis Excelsa plante die Eröffnung weiterer Bikkembergs-Geschäfte sowie den Einstieg ins Parfüm-Geschäft (2016 verwirklicht). 2015 existierten 80 Boutiquen in 40 Ländern. Für die Sparten Unterwäsche (Lizenznehmer: Albisetti S.p.A.), Brillen (Allison S.p.A.) und Kinderbekleidung (Mariella Burani S.p.A.) vergibt das Unternehmen Lizenzen an andere Hersteller. Der Jahresumsatz des Unternehmens belief sich 2011 auf 139 Mio. Euro.
2013 wurde ein Lizenzabkommen mit dem italienischen Modehersteller SINV geschlossen, welcher sich Anfang 2015 mit 16 % der Anteile auch finanziell am Unternehmen Bikkembergs beteiligte. Zeis Excelsa hielt damals 60 % der Firmenanteile. Innerhalb von zwei Jahren wurden 80 Bikkembergs-Geschäfte in 40 Ländern eröffnet. Das Hauptabsatzgebiet der Marke erstreckte sich auf Russland, Deutschland, Frankreich, China und den Nahen Osten. 2014 lag der Jahresumsatz bei 80 Millionen Euro. Mitte 2015 kaufte das chinesische Modeunternehmen Guangzhou Canudilo Fashion & Accessories für fast 41 Millionen Euro 51 % der Unternehmensanteile an Levitas, Eigentümerin der Marke Bikkembergs, und treibt seither die Expansion in China und Nordamerika voran. Die übrigen 49 % sind zu gleichen Teilen in den Händen von Zeis Exzelsa und SINV.
Mitte 2016 wurde der Brite und ehemalige Versace-Designer Lee Wood zum Kreativdirektor bei Bikkembergs ernannt. Das Herrenparfüm Dirk wurde Mitte 2016 in Lizenz durch den italienischen Duftprodzenten Perfume Holding aus Parma auf den Markt gebracht. Zu dieser Zeit existierten weltweit 65 Bikkembergs-Ladengeschäfte, darunter Boutiquen, Shops-in-Shop und Outlets.

## Kollektionen
Der Schwerpunkt der Marke Bikkembergs lag in den 2000er Jahren in der Männermode, wenngleich es weiterhin Bikkembergs-Damenmode gab. Die Kollektionen waren in drei Labels unterteilt:
- Dirk Bikkembergs Sport Couture: hochpreisige Designerkollektion im sportiven Stil für Herren
- Bikkembergs: modische Sportswearkollektion und Hauptlinie für Damen und Herren, mit den Unterkategorien: Bikkembergs Footwear (Schuhe), Bikkembergs Eyewear (Brillen, seit 2005), Bikkembergs Underwear (Unterwäsche, seit 2007), Bikkembergs Accessories (Accessoires) und Bikkembergs Kids (Kindermode, seit 2008)
- Bikkembergs Sport: sportliche Freizeitmode für Damen und Herren

Mit der Übernahme des Unternehmens durch Zeis Excelsa wurde die Untergliederung ab 2012 geändert:
- Dirk Bikkembergs (Sports Couture) Man: hochpreisige Designerkollektion mit Bekleidung, Schuhen und Accessoires für Herren
- Dirk Bikkembergs (Sports Couture) Woman: hochpreisige Designerkollektion mit Bekleidung, Schuhen und Accessoires für Damen (ab Herbst/Winter 2012/2013)
- Bikkembergs Man: sportliche Freizeitmode, Schuhe, Brillen und Accessoires für Herren
- Bikkembergs Woman: Accessoires wie Taschen und Handschuhe für Damen
- Bikkembergs Kids: Kinderkollektionen für Jungen und Mädchen

Seit 2016 ist das Portfolio folgendermaßen unterteilt:
- Dirk Bikkembergs: hochpreisige Designerkollektion mit Bekleidung und Schuhen für Herren für den Laufsteg bei der Mailänder Modewoche
- Bikkembergs: sportliche Freizeitmode, Unterwäsche, Schuhe, Brillen, Lederwaren, Parfüm und Accessoires für Herren im oberen Mittelpreissegment
- Bikkembergs: sportliche Freizeitmode, Schuhe und Taschen für Damen im oberen Mittelpreissegment
- Bikkembergs: Kinderkollektionen für Jungen und Mädchen

## Preise und Nominierungen (Auswahl)
- 1985: Gewinner des Nachwuchspreises “Goldenes Spinnrads” (Canette d'Or/Gouden Spoel) des Institut du textile et de la confection belge (ITCB)
- 2000: Gewinner des Moet & Chandon “Esprit du Siecle”
- 2001: Modenschau im San Siro Stadion in Mailand im Juni
- 2003/2004 – 2004/2005: Offizieller Designer für F.C. Internazionale 1908 (Mailand)
- 2004: Gewinner des la Kore Oscar della Moda als bester Modedesigner aus dem Ausland
- 2005: Ehrengast bei der Modewoche in Barcelona mit Ausstellung im Camp Nou Stadion
- 2005: Erwerb der Fußballmannschaft F.C. Bikkembergs Fossombrone und Schaffung der Bikkembergs Sport Ausstattung für die Fußballmannschaft
- 2007: Gewinner des Men’s Health Award für Best Leisure Brand (Bikkembergs) und Businessman of the Year 2007